# ایران جوان (روزنامه)
ایران جوان نام یکی از مطبوعات استان فارس در دوران قاجاریه است.
این روزنامه از سال ۱۳۴۰ هـ. ق به وسیله مهدی نائب‌الصدر در شیراز به چاپ رسیده است.